# Pelin Akil

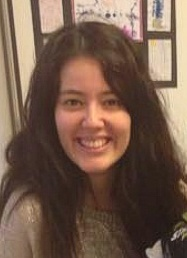
Pelin Akil

Pelin Akil (* 17. April 1986 in Istanbul) ist eine türkische Schauspielerin.

## Leben und Karriere
Akil wurde am 17. April 1986 in Istanbul geboren. Väterlicherseits ist ihre Familie bosnischer Abstammung. Mütterljchseitseit kommt ihre Familie aus Nordmazedonien. Sie studierte an der Universität Istanbul. Ihr Debüt gab sie 2007 in der Fernsehserie Arka Sıradakiler. Danach spielte sie 2015 in Ne Münasebet mit. 2016 heiratete Akıl Anıl Altan. Zwischen 2021 und 2022 bekam sie eine Rolle in Barbaroslar: Akdeniz'in Kılıcı.

## Theater
- Marika'nın Serveti
- Rent Müzikali
- Abim Geldi
- Istanbulname
- Closer
- Sersefil-Korkuyorum Sevgilim
- Depo
- Son 5 Yıl
- Senfonik Broadway'den Istanbul'a Müzikaller vol.3

## Filmografie
Filme
- 2013: Ana
- 2014: Su ve Ateş
- 2015: Saklı
- 2017: Deli Aşk
- 2017: Damat Takımı
- 2017: Çember
- 2017: Bittin Sen
- 2018: Keşif
- 2019: Bir Aşk İki Hayat
- 2020: Eltilerin Savaşı
- 2021: Sen Hiç Ateş Böceği Gördün mü?
- 2022: Kar ve Ayı

Serien
- 2007–2011: Arka Sıradakiler
- 2011: Kurt Kanunu
- 2012: Seksenler
- 2012: Suskunlar
- 2012: Osmanlı Tokadı
- 2013: İnadına Yaşamak
- 2014: Kızılelma
- 2014: Aşktan Kaçılmaz
- 2015: Ne Münasebet
- 2016: Aile İşi
- 2020–2021: Eşkıya Dünyaya Hükümdar Olmaz
- 2021–2022: Barbaroslar: Akdeniz'in Kılıcı
- seit 2022: Ben Bu Cihana Sığmazam